# آنا توماس
آنا توماس (انگلیسی: Anna Thomas؛ زادهٔ ۱۲ ژوئیهٔ ۱۹۴۸) یک فیلم‌نامه‌نویس، تهیه‌کننده، نویسنده، و پدیدآور اهل ایالات متحده آمریکا است.
وی تهیه‌کننده و نویسنده فیلم‌هایی همچون ال نورته، خانواده من و فریدا بوده است.